# Дедово (Негушко)
Дедово (на гръцки: Δέδοβο) е бивше село в Република Гърция, дем Негуш, област Централна Македония.

## География
Селото е било разположено северно от град Негуш (Науса) на река Дедов Лък.

## История
Според гръцки източници в края на XVIII век в селото се говори „славомакедонски“. Вероятно е унищожено в Негушкото въстание в 1822 година.